# Амур (Крым)
Амур (укр. Амур, крымскотат. Amur, Амур) — исчезнувшее село в Нижнегорском районе Республики Крым, располагавшееся на северо-востоке района, примерно в 3 километрах к северо-востоку от современного села Великоселье.

## История
Впервые в исторических документах селение встречается в Списке населённых пунктов Крымской АССР по Всесоюзной переписи 17 декабря 1926 года, согласно которому на хуторе Амур, Ак-Шеихского сельсовета Джанкойского района, числилось 9 дворов, все крестьянские, население составляло 58 человек, из них 55 русских и 3 украинца. Постановлением Президиума КрымЦИКа «Об образовании новой административной территориальной сети Крымской АССР» от 26 января 1935 года был создан Колайский район (указом Президиума Верховного Совета РСФСР от 14 декабря 1944 года переименованный в Азовский) и Амур переподчинили новому району.
В 1944 году, после освобождения Крыма от фашистов, 12 августа 1944 года было принято постановление № ГОКО-6372с «О переселении колхозников в районы Крыма» и в сентябре 1944 года в Азовский район Крыма приехали первые новоселы (162 семьи) из Житомирской области, а в начале 1950-х годов последовала вторая волна переселенцев из различных областей Украины. С 25 июня 1946 года Амур в составе Крымской области РСФСР. 26 апреля 1954 года Крымская область была передана из состава РСФСР в состав УССР. Время включения в Новосельцевский сельсовет пока не установлено: на 15 июня 1960 года село уже в его составе. Указом Президиума Верховного Совета УССР «Об укрупнении сельских районов Крымской области», от 30 декабря 1962 года Азовский район был упразднён и село присоединили к Джанкойскому. Упразднено до 1 января 1968 года, как село Просторненского сельсовета.